# Ana Politkovska
Ana Stepanovna Politkovska (rojena Mazepa) [ána stepánovna politkóvska / mazépa] (rusko А́нна Степа́новна Политко́вская / Мазе́па), ruska novinarka in borka za človekove pravice, * 30. avgust 1958, New York, ZDA, † 7. oktober 2006, Moskva, Rusija.
Politkovska, preiskovalna novinarka in borka za človekove pravice, je znana predvsem po svojih reportažah iz Čečenije, dežele, kjer so v tistem času izginjali številni novinarji in humanitarni delavci. 
Čeprav je tudi sama doživela izkušnjo aretacije in na poti v Beslan preživela poskus zastrupitve, je nadaljevala z reportažami z vojnega območja in zapise o resničnosti protiterorističnih naprezanj ruske vojske objavljala v ruskem tedniku Novaja gazeta. Za bogat novinarski in publicistični opus je bila Politkovska večkrat nagrajena. 
7. oktobra 2006, prav na Putinov rojstni dan, o čigar režimu je pisala kot o strašanskem zločinu, so jo pred dvigalom do njenega moskovskega stanovanja našli z dvakrat prestreljeno glavo. Storilca še iščejo.
Delo Ruski dnevnik (The Russian Diary) je Politkovska napisala tik pred smrtjo. Knjiga je prvič izšla pol leta po njenem umoru in redakcija se je morala zaradi njene smrti zaključiti brez avtoričine pomoči. Ostala je zajetna sestavljanka odlomkov iz njene beležke in ostalih besedil, v katerih odkrito piše o slabšanju političnih razmer v Rusiji v obdobju med decembrom 2003 in avgustom 2005.

## Nagrade
- 2001: Russian Union of Journalists
- 2001: Amnesty International Global Award for Human Rights Journalism
- 2002: PEN American Center Freedom to Write Award
- 2002: International Women's Media Foundation Courage in Journalism Award
- 2003: Lettre Ulysses Award for the Art of Reportage
- 2003: Hermann Kesten Medal
- 2004: Olof Palme Prize
- 2005: Prize for the Freedom and Future of the Media
- 2006: International Journalism Award imenovano po novinarju, mirovniku in piscu Tiziano Terzani
- 2007: UNESCO/Guillermo Cano World Press Freedom Prize (posthumno)
- 2007: National Press Club/John Aubuchon Freedom of the Press Award (posthumno)
- 2007: Democracy Award to Spotlight Press Freedom,  Arhivirano 2008-04-26 na Wayback Machine.